# Tibor Gécsek
Tibor Gécsek (Szentgotthárd, 22 settembre 1964) è un ex martellista ungherese.
In carriera ha vinto un titolo europeo nel 1998 e due bronzi mondiali (1993, 1995).

## Biografia
Il 30 settembre 1995, a Berlino, è risultato positivo ad un test antidoping e squalificato per 4 anni dalle competizioni fino al settembre 1999.
Nel 1997 la IAAF ha deciso di abbreviare la squalifica a 2 anni, riammettendo l'atleta alle competizioni dal settembre dello stesso anno.

## Palmarès
| Anno | Manifestazione | Sede       | Evento              | Risultato | Misura  | Note |
| ---- | -------------- | ---------- | ------------------- | --------- | ------- | ---- |
| 1987 | Mondiali       | Roma       | Lancio del martello | 7º        | 77,56 m |      |
| 1988 | Olimpiadi      | Seul       | Lancio del martello | 6º        | 78,36 m |      |
| 1990 | Europei        | Spalato    | Lancio del martello | Argento   | 80,14 m |      |
| 1991 | Mondiali       | Tokyo      | Lancio del martello | 4º        | 78,98 m |      |
| 1992 | Olimpiadi      | Barcellona | Lancio del martello | 4º        | 77,78 m |      |
| 1993 | Mondiali       | Stoccarda  | Lancio del martello | Bronzo    | 79,54 m |      |
| 1994 | Europei        | Helsinki   | Lancio del martello | 5º        | 77,62 m |      |
| 1995 | Mondiali       | Göteborg   | Lancio del martello | Bronzo    | 80,98 m |      |
| 1998 | Europei        | Budapest   | Lancio del martello | Oro       | 82,87 m |      |
| 1999 | Mondiali       | Siviglia   | Lancio del martello | 4º        | 78,95 m |      |
| 2000 | Olimpiadi      | Sydney     | Lancio del martello | 7º        | 77,70 m |      |
| 2001 | Mondiali       | Edmonton   | Lancio del martello | 8º        | 79,34 m |      |
| 2002 | Europei        | Monaco     | Lancio del martello | 6º        | 79,25 m |      |